# Tramwaje w Saragossie

Schemat linii tramwajowych w 2011

Tramwaje w Saragossie − system komunikacji tramwajowej działający w hiszpańskim mieście Saragossa. 

## Historia
Pierwsze tramwaje na ulice Saragossy wyjechały w 1885. Były to tramwaje konne. W późniejszych latach uruchomiono tramwaje elektryczne. Sieć tramwajową rozbudowywano do lat 50. XX w. Było wówczas 17 linii tramwajowych. W latach 60. rozpoczęto likwidację linii tramwajowych zastępując je autobusowymi. Ostatni raz na ulice Saragossy tramwaje wyjechały 23 stycznia 1976. 
Tramwaje do Saragossy powróciły 19 kwietnia 2011 za sprawą uruchomienia 6,4 km linii tramwajowej. Linia łączy Mago de Oz z Gra Vía. Na trasie znajduje się 13 przystanków. Budowę tej linii rozpoczęto w 2009. W lipcu 2011 ma rozpocząć się dalsza budowa linii. Do 2013 linia ma zostać wydłużona z Gra Vía w kierunku północnym do Academia General Militar i osiągnąć długość 12,8 km z 25 przystankami. Oprócz budowanej linii tramwajowej planowana jest budowa kilku innych. 

## Tabor

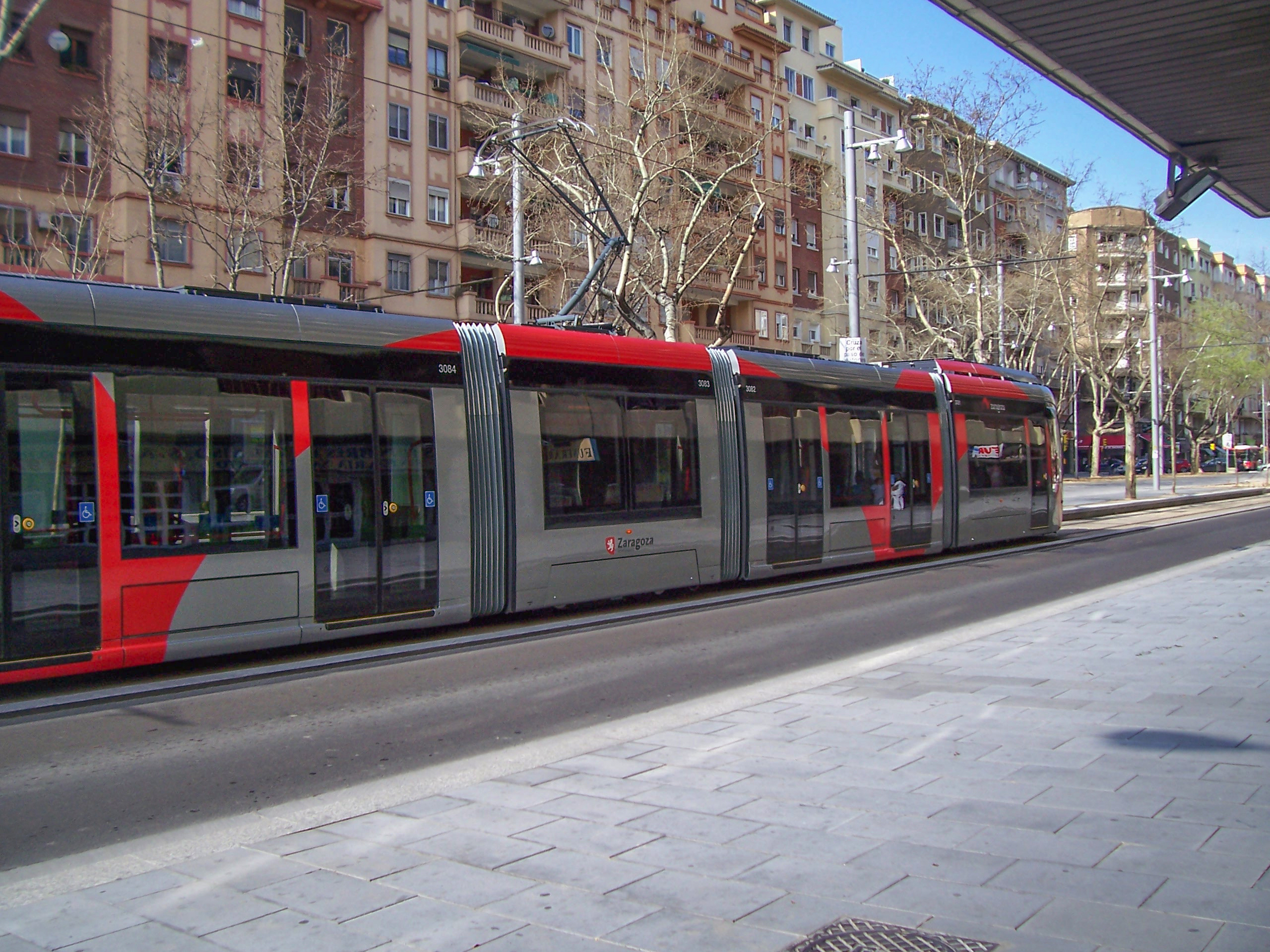
Tramwaj Urbos III

Do obsługi nowej linii zakupiono w hiszpańskiej firmie CAF 21 tramwajów serii Urbos III. Tramwaje o długości 33 m i szerokości 2,65 m będą mogły zabrać na miejscach siedzących 54 osoby, a na stojących 146. 